# Kappa Pegasi
Désignations
Kappa Pegasi (κ Peg / κ Pegasi) est un système d'étoiles triple de la constellation de Pégase. Sa magnitude apparente est de 4,13 et il est distant d'environ ∼ 113 a.l. (∼ 34,6 pc) de la Terre.
Le système comprend deux étoiles principales, désignées Kappa Pegasi A et B, qui sont séparées par une distance angulaire de 0,235 seconde d'arc. Pour des raisons historiques, c'est Kappa Pegasi B qui est la composante la plus brillante. La paire a été découverte par Sherburne W. Burnham en 1880. Ce sont deux étoiles sous-géantes jaunes-blanches de type spectral F5IV. Elles complètent une orbite l'une autour de l'autre avec une période de 11,6 ans, à un demi-grand axe de 0,4 seconde d'arc et selon une excentricité de 0,31.
Kappa Pegasi B s'est avérée être elle-même une binaire spectroscopique. Ses deux étoiles, désignées Kappa Pegasi Ba and Kappa Pegasi Bb, orbitent l'une autour de l'autre avec une période de six jours.
Il existe une quatrième étoile recensée dans les catalogues d'étoiles doubles et multiples, désignée Kappa Pegasi C, qui semble n'être qu'un compagnon purement optique.